# Клеф
Кле́ф (лат. Cleph; італ. Clefi; ? — 574) — король лангобардів (572—574). Захопив трон після убивства короля Альбойна, з яким не мав родинних зв'язків. Був жорстоким і наводив жах на римлян і візантійців, з якими вів війни. Завоював усю Тоскану та прибережні міста. Убитий молодим охоронцем-рабом, над яким знущався. Після його смерті настали 10 років так званого правління герцогів. Також — Клеб (лат. Clebus, Clef, Clepho, Kleph)